# 新瓦西里夫卡 (沃茲涅先斯克區)
47°46′8″N 32°1′23″E / 47.76889°N 32.02306°E
新瓦西里夫卡（烏克蘭語：Нововасилівка）是位於烏克蘭南部的村莊，由尼古拉耶夫州沃茲涅先斯克區的葉拉涅茨市鎮負責管轄。該村始建於1861年，面積1.31平方公里，海拔高度78米，2001年人口484，人口密度每平方公里369.5人。